# Marina Trumić
Marina Trumić, właśc. Marija Trumić-Kisić (ur. 8 maja 1939 w Belgradzie, zm. 21 lutego 2011 w Sarajewie) – bośniacko-hercegowińska poetka, pisarka, dziennikarka i dramaturżka pochodzenia chorwackiego. 
Jej utwory poetyckie i prozatorskie zostały przetłumaczone na języki bułgarski i polski.
Tłumaczka poezji polskiej na języki chorwacki i bośniacki, popularyzatorka współczesnej literatury polskiej w republikach Jugosławii, głównie Bośni i Hercegowinie oraz Chorwacji.
Laureatka nagród krajowych za dokonania dziennikarskie (1968) oraz wydane w Bośni i Hercegowinie zbiory poetyckie Između Varšave i Sarajeva (2002) i Cipele za Mona Lizu (2010), jak też tłumaczenia wyborów wierszy Tadeusza Różewicza Moja poezija (2002) i Czesława Miłosza Drugi prostor (2008). Otrzymała również zagraniczne odznaczenie „Zasłużony dla Kultury Polskiej” (2003).

## Wykształcenie
Marina Trumić urodziła się w Belgradzie, w rodzinie chorwackiej, jednak przez większość życia związana była z Sarajewem. W stolicy Bośni spędziła dzieciństwo i młodość. W Sarajewie uczęszczała do szkoły podstawowej i skończyła szkołę średnią, zdobyła wykształcenie wyższe i podjęła pracę. Ukończyła studia z zakresu literatur jugosłowiańskich i języka serbochorwackiego na Wydziale Filozoficznym Uniwersytetu w Sarajewie.

## Działalność zawodowa
Po ukończeniu studiów pracowała jako dziennikarka w sarajewskich czasopismach: dzienniku „Oslobođenje” i tygodniku „Svijet”. Była też związana z bośniacką radiofonią – w RTV Sarajevo była zatrudniona w sekcji dramatów radiowych, później zaś współpracowała z Radiem Sarajevo.
W latach 1991–1999 była pracowniczką Instytutu Języków Słowiańskich Uniwersytetu Warszawskiego (obecnie Instytut Slawistyki Zachodniej i Południowej), gdzie prowadziła lektorat języka chorwackiego.
Po powrocie do kraju w 2000 roku zajmowała się krytyką literacką i eseistyką. Jej artykuły były publikowane m.in. w dzienniku „Oslobođenje”, tygodniku „Svijet”, półroczniku „Odjek”, czy czasopiśmie regionalnym „Sarajevske Sveske”. Podejmowała w nich tematy związane z życiem kulturalnym Bośni i Hercegowiny, zwłaszcza bośniacką literaturą. Publikowane w czasopismach wywiady z pisarzami zostały później wydane również w formie książkowej.
Marina Trumić zasiadała wielokrotnie w jury konkursów literackich i wydawniczych. Pełniła funkcję członka zarządu PEN Clubu Bośni i Hercegowiny, przez pewien czas będąc także jego prezesem.

## Twórczość literacka
Marina Trumić zadebiutowała w roku 1971 zbiorem opowiadań Između mene i tebe. Jej 40-letni dorobek literacki obejmuje poezję, utwory prozatorskie, w tym dzienniki podróży oraz publicystykę, głównie artykuły prasowe, wywiady z twórcami kultury i krytykę literacką. Była również autorką słuchowisk – dramaty radiowe Mariny Trumić Ifigenija iz Trampine i Varšavska elegija były nadawane przez bośniackie Radio Sarajevo i serbskie Radio Beograd.
Jako korespondentka dziennika „Oslobođenje” publikowała rozmowy z twórcami polskiej kultury, m.in. Kazimierzem Brandysem, Stanisławem Dygatem, czy Jarosławem Iwaszkiewiczem. W roku 1968 za wywiad z Jerzym Andrzejewskim otrzymała krajową nagrodę dziennikarską, przyznawaną przez Związek Dziennikarzy Bośni i Hercegowiny (bośn. Udruženje novinara Bosne i Hercegovine, obecnie Društvo novinara Bosne i Hercegovine – DN BiH).
W 2002 roku otrzymała nagrodę Stowarzyszenia Wydawców i Księgarzy Bośni i Hercegowiny (bośn. Udruženje izdavača i knjižara u Bosni i Hercegovini – UIK BiH) za wydany 3 lata wcześniej zbiór poezji Između Varšave i Sarajeva. Ponownie została uhonorowana tą samą nagrodą w roku 2010, gdy Cipele za Mona Lizu uznano za najlepszy tom poetycki poprzedniego roku. Była również laureatką nagrody „Anka Topić” za twórczość poetycką.
Część utworów pisarki została wydana w języku polskim. W roku 1995 ukazał się w Polsce tom prozy Mariny Trumić w przekładzie Anny Bloch, Magdy Szmyt i Svjetlany Babić-Barańskiej Mojemu listonoszowi z wyrazami miłości. „Miesięcznik Literacki” opublikował fragmenty powieści Dziennik liryczny Marii Wiśniewskiej w tłumaczeniu Maryli Siwkowskiej-Łatuszyńskiej. Opowiadania Kim był Chopin? i Zaczarowana krakowska noc, spolszczone przez Dragana Wasojewicza, wydała „Twórczość Robotników”. Kilkanaście wierszy w tłumaczeniu Sylwii Piekarskiej, Danuty Cirlić-Straszyńskiej i Grzegorza Łatuszyńskiego zamieszczono w „Krasnogrudzie” i „Literaturze na Świecie” oraz w antologii XX-wiecznej poezji chorwackiej W skwarze słońca, w chłodzie nocy.
Ostatni tom wierszy Mariny Trumić Cipele za Mona Lizu, uznawany za swoistą summę poetycką autorki, został przetłumaczony na język bułgarski przez Rusankę Ljapową i wydany w roku 2012 jako Obuwki za Mona Liza (bułg. Обувки за Мона Лиза). Wybrane wiersze, spolszczone przez Danutę Cirlić-Straszyńską, ukazały się 3 lata później pod tytułem Pantofle dla Mona Lizy.
Twórczość Mariny Trumić zaliczana jest do literatury bośniackiej (bośniacko-hercegowińskiej), niekiedy jednak jej utwory określane są również jako przynależne do literatury chorwackiej.

## Działalność translatorska
Związana z Polską od lat 60. XX wieku, Marina Trumić przyczyniła się do popularyzacji współczesnej literatury polskiej oraz wiedzy o polskiej kulturze nie tylko w Bośni i Hercegowinie, lecz także w Chorwacji i w Serbii. Tłumaczyła na bośniacki i chorwacki poezję m.in. Juliana Kornhausera (U jednoj sekundi), Ewy Lipskiej (Tu), Czesława Miłosza (Drugi prostor), Tadeusza Różewicza (Moja poezija), Wisławy Szymborskiej (Život na licu mjesta; wspólnie ze Slavkiem Šanticiem) i Adama Zagajewskiego (Povratak). Przełożyła wybór tekstów Janusza Korczaka (Dobri duh čovječanstva ) i reportaże wojenne Konstantego Geberta (Obrana sarajevske pošte). Marina Trumić przygotowała również tłumaczenia i adaptacje radiowe utworów polskich pisarzy współczesnych, które zostały wyemitowane przez Radio Sarajevo, m.in. Sjednica Henryka Bardijewskiego, Jelka Jerzego Janickiego, Iz vodenih dubina Andrzeja Mularczyka i Eseji Stefana Żółkiewskiego.
W roku 2002 otrzymała nagrodę Stowarzyszenia Wydawców i Księgarzy Bośni i Hercegowiny za tłumaczenie wyboru poezji Tadeusza Różewicza. W roku 2008 została uhonorowana tą samą nagrodą za przekład tomu poezji Czesława Miłosza.
Za pracę translatorską i popularyzatorską oraz działania na rzecz zbliżenia Polaków i Bośniaków w roku 2003 otrzymała odznaczenie „Zasłużony dla Kultury Polskiej”.

## Życie prywatne
Dwukrotnie, w latach 1960–1968 oraz 1991–1999, mieszkała w Warszawie. Pierwszy raz przyjechała do Polski, towarzysząc mężowi, pisarzowi Čedowi Kisiciowi, który był attaché kulturalnym i radcą Ambasady Jugosławii. Początkowo zresztą publikowała pod podwójnym nazwiskiem jako Marina Trumić-Kisić.
Zmarła nagle w swoim sarajewskim domu. Została pochowana 23 lutego 2011 roku na cmentarzu Bare w Sarajewie.

## Publikacje

### Poezja
- Između Varšave i Sarajeva (Między Warszawą a Sarajewem[8]), Sarajevo: Međunarodni centar za mir, 1999
- Cipele za Mona Lizu (Buty dla Mona Lizy[14], Pantofelki dla Mona Lisy[15]), Sarajevo: Dobra knjiga, 2009

### Proza
- Između tebe i mene (Między mną i tobą[15]), Novi Sad: Matica srpska, 1971 (opowiadania)
- Daleko proljeće (Daleka wiosna[8]), Sarajevo: Svjetlost, 1971 (opowiadania)
- Lirski dnevnik Marije Višnjevske (Dziennik liryczny Marii Wiśniewskiej[8]), Sarajevo: Svjetlost, 1979 (powieść)
- Čežnja i daljine (Tęsknota i dal[8]), Sarajevo: Oslobođenje, 1987 (dziennik podróży i opowiadania)
- Ime puta (Imię drogi[8]), Sarajevo: Oslobođenje, 1987 (dziennik podróży i opowiadania)
- Mome poštaru s ljubavlju (Mojemu listonoszowi z wyrazami miłości[32]), Ljubljana: Egzil, ABC, 1995 (opowiadania i dramaty)

### Wywiady
- Živi glas umjetnika (Żywy głos artysty[32]), Sarajevo: Rabic, 2005.